# Vena safena magna
La vena safena magna, vena safena mayor o vena safena interna es la gran vena superficial del muslo y la pierna en el ser humano. Comienza en el dorso del pie y termina drenando en la vena femoral. 

## Constitución y trayecto
La vena safena es continuación de la vena dorsal medial y, por medio de esta última, de la extremidad medial del arco dorsal del  pie. Verticalmente ascendente, escoltado por el nervio safeno, pasa por delante del maléolo tibial (canal premaleolar interno), luego la cara medial de la pierna y de la rodilla y la cara anteromedial del muslo, hasta llegar a 3 o 4 centímetros debajo del ligamento inguinal. Una vez aquí se dobla hacia delante, perfora la fascia cribiforme por el hiato safeno o  fosa oval que está limitado lateralmente por un pliegue de la fascia lata de forma semilunar conocido como borde falciforme o ligamento de Allan Burns o ligamento de Hey con un asta superior y un asta inferior sobre la que monta la safena. Describe un arco cóncavo abajo y lateralmente, llamado arco o cayado de la safena magna cuya concavidad recorre la arteria pudenda externa profunda, finalmente, la safena magna se abre en la parte anteromedial de la vena femoral. 
En todo su recorrido la vena es superficial hasta llegar a su cayado en donde se vuelve profunda. Es muy rica en válvulas, muy variables en su situación, desarrollo y número. Mientras más joven el individuo, mayor el número de válvulas; se cuentan 11 a 20 en el adulto y hasta 30 en un feto. Algunas son insuficientes y están destinadas a desaparecer. Se encuentran cerca de las articulaciones de la rodilla y el tobillo; existe siempre constante una válvula en la proximidad del cayado.

## Afluentes
Durante su largo trayecto, la vena safena magna aumenta poco a poco de volumen al recibir como afluentes a las siguientes:
- Venas subcutáneas de la pierna medial
- Venas subcutáneas de todo el muslo
- Anastomosis numerosas con la safena parva
- Venas pudendas externas (profundas y superficiales)
- Vena epigástrica superficial o subcutánea abdominal
- Venas circunflejas ilíacas superficiales
- Vena safena accesoria (cuando existe)
- Vena superficial del pene/clítoris (a veces)

Las últimas cinco drenan en la vecindad del cayado de la safena, formando la estrella venosa de Scarpa,

## Aplicaciones clínicas

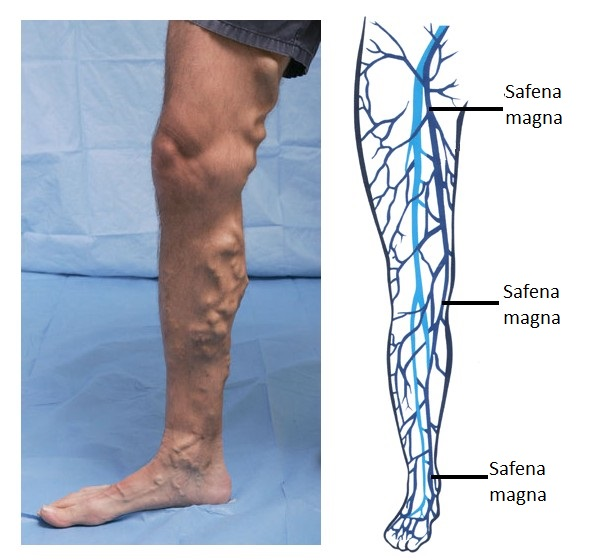
Várices de la safena magna

Las patologías de la vena safena magna son relativamente frecuentes y aisladamente son enfermedades benignas.
- Enfermedad varicosa del miembro inferior: La safena magna, así como otras venas superficiales, se pueden volver varicosas (hinchadas, tortuosas y alargadas que pueden producir dolor).
- Tromboflebitis: Es una inflamación de las venas con riesgo a formar trombos. La safena magna es propensa a trombosarse cuando es varicosa; se vuelve peligroso cuando se asocia a trombosis venosa profunda.

La safenectomía es un proceso quirúrgico en donde se liga y extirpa la vena safena magna. Se utiliza con el propósito de tratar la enfermedad varicosa. También se usa este procedimiento en el autotrasplante para la revascularización coronaria, uno de los procedimientos más realizados en cirugía cardíaca.
Se puede utilizar como vía de acceso parenteral en administración de fármacos endovenosos o en nutrición parenteral en pacientes pediátricos.

## Imágenes adicionales

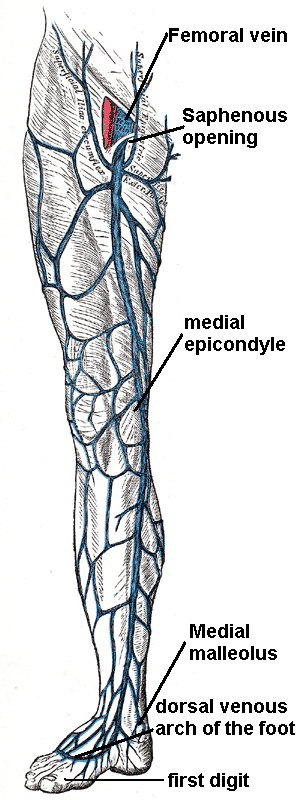
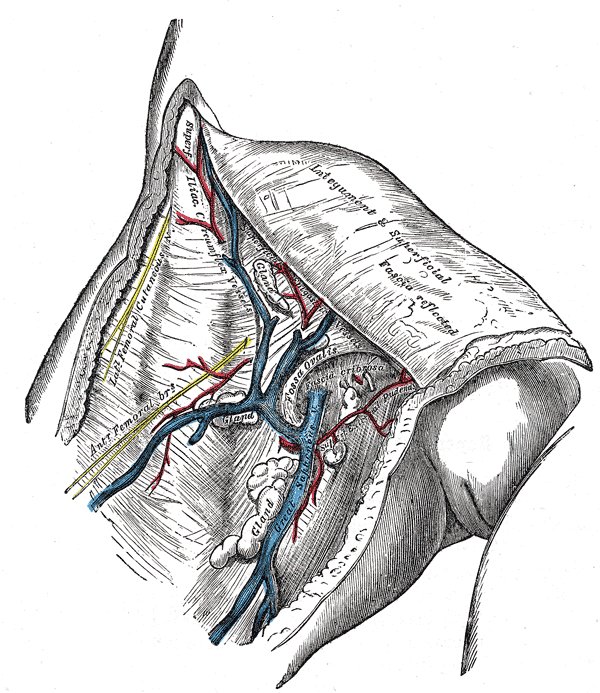
Estrella venosa de Scarpa